# Heart Full of Soul (singolo)
Heart Full of Soul è un singolo del gruppo musicale britannico The Yardbirds pubblicato nel 1965.
Ha ottenuto grande successo in classifica, raggiungendo il secondo posto della Official Singles Chart nel Regno Unito e la nona posizione della Billboard 200 negli Stati Uniti.
Negli anni la canzone è stata oggetto di numero cover, tra cui si segnalano quelle di Chris Isaak, Dokken e Rush. Il brano appare inoltre nella colonna sonora del film London Boulevard del 2010.

## Il brano
La canzone è stata scritta da Graham Gouldman, che anni dopo otterrà una carriera di successo come membro dei 10cc. Musicalmente il brano si caratterizza per uno dei primi utilizzi dell'overdrive, introdotto da Jeff Beck durante l'assolo di chitarra. In origine doveva essere usato un sitar, in accordo con le atmosfere esotiche della canzone, ma il risultato non convinceva appieno i membri del gruppo, per cui Beck decise di riprodurre l'effetto dello strumento attraverso la tecnica della distorsione del suono. Esiste comunque una versione del brano in cui è presente la parte originaria di sitar. Si tratta di uno degli esempi più lampanti di raga rock.

## Classifiche
| Classifica (1965)      | Posizione massima |
| ---------------------- | ----------------- |
| Canada                 | 2                 |
| Germania               | 22                |
| Norvegia               | 10                |
| Regno Unito            | 2                 |
| Stati Uniti            | 9                 |
| Stati Uniti (Cash Box) | 12                |